# Anthony Atala
Anthony Atala (n. 14 iulie 1958, Peru) este un bioinginer, urolog și chirurg pediatric american, cunoscut pentru contribuțiile sale remarcabile în domeniul medicinei regenerative și al bioprintării 3D.

## Biografie
Atala a crescut în Coral Gables, Florida. A absolvit psihologia la Universitatea din Miami, după care a obținut diploma de medic la Universitatea din Louisville. A urmat un rezidențiat în urologie și o specializare în chirurgie pediatrică la Spitalul de Copii din Boston, afiliat la Harvard (1990–1992).

## Carieră
Este profesor de urologie și director fondator al Wake Forest Institute for Regenerative Medicine (WFIRM). Sub conducerea sa, WFIRM a devenit un centru de referință internațional, reunind peste 400 de cercetători implicați în dezvoltarea de terapii celulare și inginerie tisulară.
A fost pionier în dezvoltarea bioprinterelor 3D, inclusiv a sistemului ITOP (Integrated Tissue-Organ Printing System), și a realizat prima vezică urinară cultivată în laborator și implantată cu succes unui pacient uman.

## Premii și recunoașteri
Printre distincțiile primite de Atala se numără:
- 2000 – Premiul Gold Cystoscope[6]
- 2010 – Samuel D. Gross Prize
- 2011 – World Technology Award în domeniul sănătății[7]
- 2016 – Smithsonian American Ingenuity Award pentru științele vieții[8]

## Publicații
Atala a publicat peste 800 de articole științifice și este autorul/coautorul a 25 de cărți, printre care:
- Principles of Regenerative Medicine
- Methods of Tissue Engineering

Deține peste 250 de brevete naționale și internaționale, iar 15 tehnologii dezvoltate în laboratorul său au fost deja aplicate în clinici.